# 地道英雄
地道英雄是中视影视制作有限公司推出的一部以表现山东人民抗战的历史战争剧。本剧于2008年11月25日在临沂国际影视城开始拍摄。何冰再次出演敌后武工队长的形象，而陈小艺则出演性格迥异的双胞胎姐妹。本剧以地道战为背景，将抗战英雄平民化、个性化。2010年4月23日，抗战《地道英雄》在辽宁卫视、重庆卫视、浙江卫视、山东卫视四大卫视开播。

## 主创阵容
- 制片人：刘娟
- 导演：丁黑
- 编剧：陈金海
- 剪辑指导：陈亚中
- 出品公司：
- 中视影视制作有限公司
- 浙江金球影业有限公司
- 上海文广新闻传媒集团
- 上海电视传媒公司

## 演员表
- 何冰——李昆仑
- 陈小艺——陈盛莉
- 陈小艺——芦秀花
- 赵春羊——李昆中
- 王宁——计一彪
- 海陆——王凯欣
- 张经伟——王超
- 赵聪——燕子
- 高嘉——黑子
- 王春元——夜猫
- 李思博——阿强
- 郭宏庆——大勇
- 苏茂洋——周财旺